# Federico Cristiano di Sassonia
Federico Cristiano di Sassonia (Dresda, 5 settembre 1722 – Dresda, 17 dicembre 1763) fu Elettore di Sassonia e membro della dinastia dei Wettin.
Egli era il terzo ma il maggiore dei figli sopravvissuti di Federico Augusto II, Elettore di Sassonia e re di Polonia, e di sua moglie, Maria Giuseppa d'Austria.

## Biografia

### I primi anni

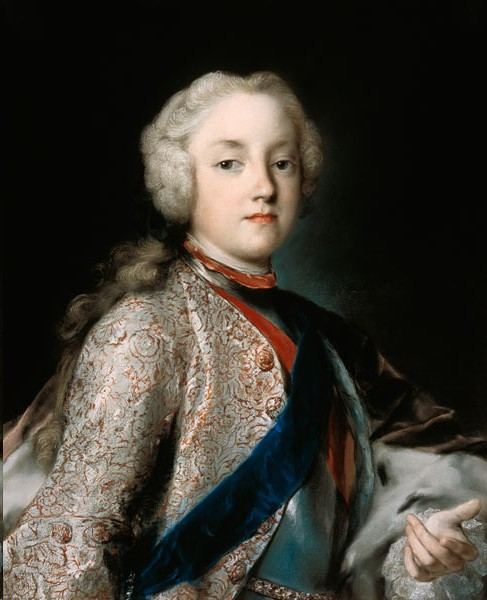
Il giovane principe Federico Cristiano

Malato sin dalla nascita (soffriva di paralisi a un piede), venne relegato ancora giovanissimo ad una sedia a rotelle in compagnia della quale compare in un conosciutissimo ritratto, che lo mostra attorniato dai propri parenti, delle dinastie Wettin e Wittelsbach La madre, proprio per queste condizioni, aveva tentato inutilmente più volte di avviarlo alla carriera ecclesiastica, spingendolo a rinunciare ai diritti di successione in favore del figlio minore, ma lui aveva preferito mantenere la propria posizione, sforzandosi il più possibile di condurre una vita normale.
Si immerse nello studio presso l'Università di Lipsia, dove abbracciò appieno la causa illuminista. Scrisse nel proprio diario: "I principi esistono per i loro sudditi e non i sudditi per i loro principi. La salute dei loro sudditi, il credito pubblico e un esercito bene armato sono la felicità di un principe".
Sulla scorta di queste idee si mostrò sempre molto tollerante anche a livello religioso, entrando in contatto con diversi ambienti cattolici riformati italiani durante il suo grand tour in Italia nel 1738/39. Grande amante della cultura sostenne notevolmente gli studi archeologici e artistici di Johann Joachim Winckelmann e quelli linguistici di Johann Christoph Gottsched.
Era anche conosciuto per il suo spiccato talento musicale, una passione che dopo il matrimonio condividerà anche con la moglie. Per il suo undicesimo compleanno Johann Sebastian Bach gli dedicò la cantata BWV 213, Laßt uns sorgen, laßt uns wachen, ripresa poi dal compositore nell'Oratorio di Natale.
Alla morte prematura dei suoi fratelli maggiori, Federico Augusto (1721) - deceduto prima della sua nascita - e Giuseppe Augusto (1728), si ritrovò a essere l'unico erede del trono paterno. Alla morte di quest'ultimo, il 5 ottobre 1763, Federico Cristiano gli successe come elettore di Sassonia.

### Il regno da elettore
Uno dei suoi primi atti da elettore fu quello di licenziare l'impopolare primo ministro, il conte Heinrich von Brühl, che aveva fallito nella propria politica finanziaria e si era reso responsabile di una catastrofica amministrazione degli affari esteri, coinvolgendo l'elettorato nella Guerra dei Sette anni e causando una profonda crisi per la Sassonia.
Tentò di risollevare le sorti dello Stato, incrementando le finanze, nel corso del cosiddetto "Rétablissements. A tal fine scelse molti membri del suo nuovo governo, come Thomas von Fritsch da Lipsia e Friedrich Ludwig Wurmb e Christian Gotthelf Gutschmied, tra i ranghi della borghesia cittadina.
Dopo solo 74 giorni di regno, Federico Cristiano morì di vaiolo e venne sepolto nella Cattedrale della Santissima Trinità di Dresda.
Dal momento che il suo erede non era ancora maggiorenne, sua moglie, l'elettrice Maria Antonia, e suo fratello Francesco Saverio assunsero la reggenza dell'elettorato.

## Matrimonio ed eredi
A Monaco di Baviera il 13 giugno 1747 (per procura) e nuovamente a Dresda il 20 giugno 1747 (di persona), Federico Cristiano sposò Maria Antonia, Principessa di Baviera (1724-1780), figlia di Carlo VII di Baviera e di Maria Amalia d'Asburgo, da cui ebbe nove figli. Raggiunsero l'età adulta i seguenti:
- Federico Augusto Giuseppe Maria Antonio Giovanni Nepomuceno Luigi Saverio (n. Dresda, 23 dicembre 1750 - n. Dresda, 5 maggio 1827), elettore con il nome di Federico Augusto III e re con il nome di Federico Augusto I di Sassonia (dall'11 dicembre 1806), sposò Maria Amalia Augusta di Zweibrücken-Birkenfeld ed ebbe un'unica figlia;
- Carlo Massimiliano Maria Antonio Giovanni Nepomuceno Luigi Francesco Saverio Gennaro (n. Dresda, 24 settembre 1752 - m. dresda, 8 settembre 1781), conosciuto come Carlo;
- Giuseppe Luigi Giovanni Nepomuceno Luigi Gonzaga Francesco Saverio Gennaro Antonio da Padova Policarpo (n. Dresda, 26 gennaio 1754 - m. Dresda, 25 marzo 1763), conosciuto come Giuseppe;
- Antonio Clemente Teodoro Maria Giuseppe Giovanni Evangelista Giovanni Nepomuceno Francesco Saverio Luigi Gennaro (n. Dresda, 27 dicembre 1755 - m. Pillnitz, 6 giugno 1836), successore del fratello maggiore come re di Sassonia (1827), sposò Maria Carolina di Savoia non ebbe eredi; sposò Maria Teresa d'Austria, non ebbe eredi sopravvissutigli;
- Maria Amalia Anna Giuseppa Antonia Giustina Augustina Saveria Luigia Giovanna Nepomucena Maddalena Walburga Caterina (n. Dresda, 26 settembre 1757 - m. Neuburg, 20 aprile 1831), conosciuta come Maria Amalia, sposò il 12 febbraio 1774 il duca Carlo II Augusto del Palatinato-Zweibrücken;
- Massimiliano Maria Giuseppe Antonio Giovanni Battista Giovanni Evangelista Ignazio Agostino Saverio Luigi Giovanni Nepomuceno Gennaro Ermenegildo Agnello Pasquale (n. Dresda, 13 aprile 1759 - m. Dresda, 3 gennaio 1838), conosciuto come Massimiliano, sposò il 22 aprile 1792 la principessa Maria Carolina di Borbone-Parma ed ebbe otto figli, tra cui il futuro re Giovanni di Sassonia;
- Teresa Maria Giuseppa Maddalena Anna Antonia Walburga Ignazia Saveria Agostina Luisa Fortunata (n. Monaco, 27 febbraio 1761 - m. Dresda, 26 novembre 1820), conosciuta come Maria Anna.

## Antenati
|                                              |                      |                                           | Genitori                                |  |  | Nonni |  |  | Bisnonni                         |  |  | Trisnonni                       |  |
|                                              |                      |                                           |                                         |  |  |       |  |  | Giovanni Giorgio III di Sassonia |  |  | Giovanni Giorgio II di Sassonia |  |
|                                              |                      |                                           |                                         |  |  |       |  |  | Giovanni Giorgio III di Sassonia |  |  | Giovanni Giorgio II di Sassonia |  |
|                                              |                      | Maddalena Sibilla di Brandeburgo-Bayreuth |                                         |  |  |       |  |  | Giovanni Giorgio III di Sassonia |  |  |                                 |  |
| Augusto II di Polonia                        |                      |                                           |                                         |  |  |       |  |  | Giovanni Giorgio III di Sassonia |  |  |                                 |  |
|                                              |                      | Anna Sofia di Danimarca                   | Federico III di Danimarca               |  |  |       |  |  |                                  |  |  |                                 |  |
|                                              |                      | Anna Sofia di Danimarca                   | Federico III di Danimarca               |  |  |       |  |  |                                  |  |  |                                 |  |
|                                              |                      | Anna Sofia di Danimarca                   | Sofia Amelia di Brunswick e Lüneburg    |  |  |       |  |  |                                  |  |  |                                 |  |
| Augusto III di Polonia                       |                      | Anna Sofia di Danimarca                   |                                         |  |  |       |  |  |                                  |  |  |                                 |  |
|                                              |                      | Cristiano Ernesto di Brandeburgo-Bayreuth | Ermanno Augusto di Brandeburgo-Bayreuth |  |  |       |  |  |                                  |  |  |                                 |  |
|                                              |                      | Cristiano Ernesto di Brandeburgo-Bayreuth | Ermanno Augusto di Brandeburgo-Bayreuth |  |  |       |  |  |                                  |  |  |                                 |  |
|                                              |                      | Cristiano Ernesto di Brandeburgo-Bayreuth | Sofia di Brandeburgo-Ansbach            |  |  |       |  |  |                                  |  |  |                                 |  |
| Cristiana Eberardina di Brandeburgo-Bayreuth |                      | Cristiano Ernesto di Brandeburgo-Bayreuth |                                         |  |  |       |  |  |                                  |  |  |                                 |  |
|                                              |                      | Sofia Luisa di Württemberg                | Eberardo III di Württemberg             |  |  |       |  |  |                                  |  |  |                                 |  |
|                                              |                      | Sofia Luisa di Württemberg                | Eberardo III di Württemberg             |  |  |       |  |  |                                  |  |  |                                 |  |
|                                              |                      | Sofia Luisa di Württemberg                | Anna Caterina Dorotea di Salm-Kyrburg   |  |  |       |  |  |                                  |  |  |                                 |  |
| Federico Cristiano di Sassonia               |                      | Sofia Luisa di Württemberg                |                                         |  |  |       |  |  |                                  |  |  |                                 |  |
|                                              | Leopoldo I d'Asburgo | Ferdinando III d'Asburgo                  |                                         |  |  |       |  |  |                                  |  |  |                                 |  |
|                                              | Leopoldo I d'Asburgo | Ferdinando III d'Asburgo                  |                                         |  |  |       |  |  |                                  |  |  |                                 |  |
|                                              | Leopoldo I d'Asburgo | Maria Anna di Spagna                      |                                         |  |  |       |  |  |                                  |  |  |                                 |  |
| Giuseppe I d'Asburgo                         | Leopoldo I d'Asburgo |                                           |                                         |  |  |       |  |  |                                  |  |  |                                 |  |
|                                              |                      | Eleonora del Palatinato-Neuburg           | Filippo Guglielmo del Palatinato        |  |  |       |  |  |                                  |  |  |                                 |  |
|                                              |                      | Eleonora del Palatinato-Neuburg           | Filippo Guglielmo del Palatinato        |  |  |       |  |  |                                  |  |  |                                 |  |
|                                              |                      | Eleonora del Palatinato-Neuburg           | Elisabetta Amalia d'Assia-Darmstadt     |  |  |       |  |  |                                  |  |  |                                 |  |
| Maria Giuseppa d'Austria                     |                      | Eleonora del Palatinato-Neuburg           |                                         |  |  |       |  |  |                                  |  |  |                                 |  |
|                                              |                      | Giovanni Federico di Brunswick-Lüneburg   | Giorgio di Brunswick-Lüneburg           |  |  |       |  |  |                                  |  |  |                                 |  |
|                                              |                      | Giovanni Federico di Brunswick-Lüneburg   | Giorgio di Brunswick-Lüneburg           |  |  |       |  |  |                                  |  |  |                                 |  |
|                                              |                      | Giovanni Federico di Brunswick-Lüneburg   | Anna Eleonora di Assia-Darmstadt        |  |  |       |  |  |                                  |  |  |                                 |  |
| Guglielmina Amalia di Brunswick-Lüneburg     |                      | Giovanni Federico di Brunswick-Lüneburg   |                                         |  |  |       |  |  |                                  |  |  |                                 |  |
|                                              |                      | Benedetta Enrichetta del Palatinato       | Edoardo del Palatinato-Simmern          |  |  |       |  |  |                                  |  |  |                                 |  |
|                                              |                      | Benedetta Enrichetta del Palatinato       | Edoardo del Palatinato-Simmern          |  |  |       |  |  |                                  |  |  |                                 |  |
|                                              |                      | Benedetta Enrichetta del Palatinato       | Anna Maria di Gonzaga-Nevers            |  |  |       |  |  |                                  |  |  |                                 |  |
|                                              |                      | Benedetta Enrichetta del Palatinato       |                                         |  |  |       |  |  |                                  |  |  |                                 |  |